# Galleri 28

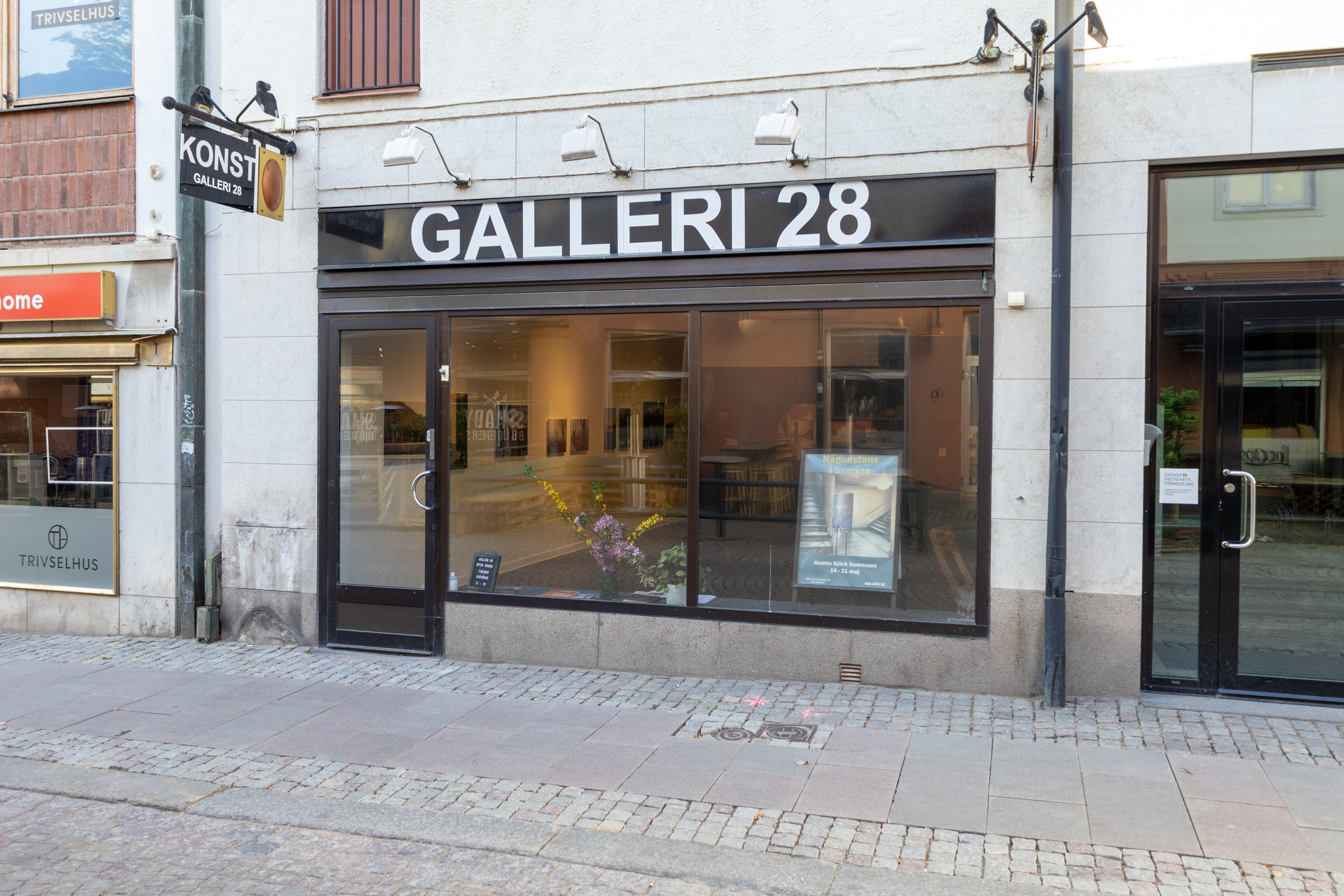
Galleri 28 på Kvarnholmen i Kalmar.

Galleri 28 var ett konstgalleri på Larmgatan i centrala Kalmar. Galleriet öppnades 2020 av konstnärerna Johan Hjärtstrand, Titti Björkman och Moa Bigelius, med Hjärtstrand som galleriets föreståndare.
Galleri 28 stängdes i slutet av 2022 på grund av hög arbetsbelastning. Man hade då anordnat en separatutställning nästan varje månad samt sommarsalonger och kurser.